# ジョヴァンニ・ヌティ
ジョヴァンニ・ヌティ（Giovanni Nuti 、1998年11月6日 - ）は、イタリア・グッビオ出身のプロサッカー選手。フォリーニョ所属。ポジションは、ディフェンダー（センターバック）。

## クラブ歴
2014年4月13日、パガネーゼ戦でセリエCデビューを果たした。
2019年8月30日、サン・ロケ・デ・レペに1年間のローン移籍に出された。